# VVV in het seizoen 1964/65
Dit artikel geeft een overzicht van VVV in het seizoen 1964/1965.

## Transfers

### Aangetrokken spelers
| Naam                | Nationaliteit | Vorige club           |
| ------------------- | ------------- | --------------------- |
| Zomer               |               |                       |
| Rudie Driessen      | Nederland     | Eigen jeugd           |
| Jan Gitmans         | Nederland     | Belfeldia             |
| Ton van den Hurk    | Nederland     | SV Panningen          |
| Jan Klaassens       | Nederland     | Feijenoord            |
| Jan van der Meij    | Nederland     | SV Blerick            |
| Cor de Meulemeester | Nederland     | DOS                   |
| Wim Nabben          | Nederland     | SV Blerick            |
| Jan Verbong         | Nederland     | IVO                   |
| Huub Vercoulen      | Nederland     | FCV                   |
| Bob Vousden         | Engeland      | Brits Militair Elftal |

### Vertrokken spelers
| Naam                | Nationaliteit | Nieuwe club |
| ------------------- | ------------- | ----------- |
| Zomer               |               |             |
| Theo Appeldoorn     | Nederland     | IVO         |
| Jac Cordang         | Nederland     | HBSV        |
| Friedhelm Frontzeck | Duitsland     | gestopt     |
| Hans Göbbels        | Duitsland     | VfJ Ratheim |
| Jan van den Heuvel  | Nederland     | Eindhoven   |
| Frans Koppers       | Nederland     | IVO         |
| Hay Lamberts        | Nederland     | FCV         |
| Werner Linssen      | Duitsland     | onbekend    |
| Arie de Oude        | Nederland     | Haarlem     |
| Geert Valentijn     | Nederland     | SC Irene    |
| Ronnie van Zeijst   | Nederland     | onbekend    |

## Oefenwedstrijden
| №  | Datum            | Thuis                    | Uit               | Uitslag |
| -- | ---------------- | ------------------------ | ----------------- | ------- |
| 1  | 25 juli 1964     | Borussia Mönchengladbach | VVV               | 5 – 0   |
| 2  | 29 juli 1964     | Helmondia '55            | VVV               | 3 – 4   |
| 3  | 1 augustus 1964  | VVV                      | SV Blerick        | 2 – 0   |
| 4  | 2 augustus 1964  | VVV                      | KFC               | 1 – 2   |
| 5  | 5 augustus 1964  | VVV                      | TSV Kaldenkirchen | 6 – 1   |
| 6  | 8 augustus 1964  | IVO                      | VVV               | 2 – 3   |
| 7  | 9 augustus 1964  | Belfeldia                | VVV               | 1 – 5   |
| 8  | 12 augustus 1964 | VVV                      | Sittardia         | 1 – 3   |
| 9  | 15 augustus 1964 | Limburgia                | VVV               | 2 – 1   |
| 10 | 16 augustus 1964 | VVV                      | Limburgia         | 7 – 3   |
| 11 | 1 december 1964  | TSV Kaldenkirchen        | VVV               | 4 – 3   |
| 12 | 5 januari 1965   | RFC Roermond             | VVV               | 2 – 1   |
| 13 | 28 januari 1965  | VVV                      | VOS               | 3 – 0   |
| 14 | 11 februari 1965 | VVV                      | Wittenhorst       | 5 – 0   |
| 15 | 25 februari 1965 | VVV                      | Tiglieja          | 2 – 3   |
| 16 | 11 maart 1965    | VVV                      | Venlosche Boys    | 3 – 1   |
| 17 | 14 maart 1965    | AGOVV                    | VVV               | 1 – 1   |
| 18 | 18 maart 1965    | VVV                      | RKGFC             | 6 – 2   |
| 19 | 8 mei 1965       | VfR Neuss                | VVV               | 5 – 2   |
| 20 | 23 mei 1965      | VVV                      | VfR Neuss         | 1 – 3   |
| 21 | 7 juni 1965      | Volharding               | VVV               | 3 – 4   |

## Eerste divisie
| №  | Datum             | Thuis           | Uit             | Uitslag |
| -- | ----------------- | --------------- | --------------- | ------- |
| 1  | 23 augustus 1964  | Blauw Wit       | VVV             | 4 – 2   |
| 2  | 30 augustus 1964  | VVV             | Velox           | 3 – 0   |
| 3  | 6 september 1964  | Elinkwijk       | VVV             | 2 – 2   |
| 4  | 13 september 1964 | VVV             | N.E.C.          | 0 – 2   |
| 5  | 20 september 1964 | RBC             | VVV             | 1 – 1   |
| 6  | 27 september 1964 | VVV             | Willem II       | 0 – 2   |
| 7  | 11 oktober 1964   | VVV             | Eindhoven       | 4 – 1   |
| 8  | 18 oktober 1964   | Alkmaar '54     | VVV             | 4 – 0   |
| 9  | 1 november 1964   | VVV             | De Volewijckers | 0 – 2   |
| 10 | 8 november 1964   | Veendam         | VVV             | 5 – 2   |
| 11 | 15 november 1964  | VVV             | Excelsior       | 2 – 1   |
| 12 | 22 november 1964  | DHC             | VVV             | 0 – 2   |
| 13 | 29 november 1964  | VVV             | Enschedese Boys | 4 – 3   |
| 14 | 20 december 1964  | VVV             | Holland Sport   | 3 – 1   |
| 15 | 3 januari 1965    | VVV             | Blauw Wit       | 0 – 0   |
| 16 | 10 januari 1965   | Velox           | VVV             | 5 – 2   |
| 17 | 17 januari 1965   | VVV             | Elinkwijk       | 0 – 0   |
| 18 | 24 januari 1965   | N.E.C.          | VVV             | 3 – 3   |
| 19 | 31 januari 1965   | Volendam        | VVV             | 4 – 4   |
| 20 | 7 februari 1965   | VVV             | RBC             | 3 – 0   |
| 21 | 14 februari 1965  | Willem II       | VVV             | 0 – 0   |
| 22 | 21 februari 1965  | Eindhoven       | VVV             | 2 – 1   |
| 23 | 7 maart 1965      | VVV             | Alkmaar '54     | 1 – 3   |
| 24 | 21 maart 1965     | De Volewijckers | VVV             | 1 – 1   |
| 25 | 28 maart 1965     | VVV             | Veendam         | 0 – 2   |
| 26 | 4 april 1965      | Excelsior       | VVV             | 0 – 0   |
| 27 | 11 april 1965     | VVV             | DHC             | 1 – 0   |
| 28 | 17 april 1965     | Enschedese Boys | VVV             | 1 – 1   |
| 29 | 25 april 1965     | VVV             | Volendam        | 2 – 2   |
| 30 | 2 mei 1965        | Holland Sport   | VVV             | 0 – 2   |

## KNVB Beker
Eerste ronde:
| Zondag 4 oktober 1964, 14:30                                                   | Zwolsche Boys | 0-2 (0-2) | VVV                    | Opstelling Zwolsche Boys | Opstelling VVV                                                                                                  |  |
| Stadion: Gemeentelijk Sportpark, Zwolle Toeschouwers: 2.500 Arbiter: Barmentlo |               |           | 16' Derix 42' De Bruin | Bastiaansen, Roelandt , M. Brouwers, H. van Ierssel, Schoenmakers, Van Knijff, K. van Ierssel, Segers, A. van Ierssel, Vermolen, De Jongh | Swinkels, Crompvoets, Driessen, Orval, Van den Hurk, Klaassens , Derix, Van der Meij, Brueren, De Bruin, Slaats |  |
| Stadion: Gemeentelijk Sportpark, Zwolle Toeschouwers: 2.500 Arbiter: Barmentlo |               |           |                        | Bastiaansen, Roelandt , M. Brouwers, H. van Ierssel, Schoenmakers, Van Knijff, K. van Ierssel, Segers, A. van Ierssel, Vermolen, De Jongh | Swinkels, Crompvoets, Driessen, Orval, Van den Hurk, Klaassens , Derix, Van der Meij, Brueren, De Bruin, Slaats |  |
| Stadion: Gemeentelijk Sportpark, Zwolle Toeschouwers: 2.500 Arbiter: Barmentlo |               |           |                        | Bastiaansen, Roelandt , M. Brouwers, H. van Ierssel, Schoenmakers, Van Knijff, K. van Ierssel, Segers, A. van Ierssel, Vermolen, De Jongh | Swinkels, Crompvoets, Driessen, Orval, Van den Hurk, Klaassens , Derix, Van der Meij, Brueren, De Bruin, Slaats |  |
| Bijz.: VVV plaatst zich voor de volgende bekerronde.                           |               |           |                        | | |  |

Tweede ronde:
| Zondag 6 december 1964, 14:30                                         | VVV                 | 1-2 (0-2) | Roda JC                   | Opstelling VVV | Opstelling Roda JC                                                                               |  |
| Stadion: Stadion De Kraal, Venlo Toeschouwers: 4.000 Arbiter: Brouwer | De Meulemeester 67' |           | 23' Verbunt 31' Kriescher | Swinkels, Van 't Hek, Steegh 10' ( Van Elderen), Orval, Schenkel, Driessen, Slaats, Derix, De Meulemeester, De Bruin, Verheijden | Cox, Potter, Creusen, Chatrou, Van Iersel, Fischer, Kohl, Kriescher, Roemgens, Verbunt, Ederveen |  |
| Stadion: Stadion De Kraal, Venlo Toeschouwers: 4.000 Arbiter: Brouwer |                     |           |                           | Swinkels, Van 't Hek, Steegh 10' ( Van Elderen), Orval, Schenkel, Driessen, Slaats, Derix, De Meulemeester, De Bruin, Verheijden | Cox, Potter, Creusen, Chatrou, Van Iersel, Fischer, Kohl, Kriescher, Roemgens, Verbunt, Ederveen |  |
| Stadion: Stadion De Kraal, Venlo Toeschouwers: 4.000 Arbiter: Brouwer |                     |           |                           | Swinkels, Van 't Hek, Steegh 10' ( Van Elderen), Orval, Schenkel, Driessen, Slaats, Derix, De Meulemeester, De Bruin, Verheijden | Cox, Potter, Creusen, Chatrou, Van Iersel, Fischer, Kohl, Kriescher, Roemgens, Verbunt, Ederveen |  |
| Bijz.: VVV uitgeschakeld.                                             |                     |           |                           | |                                                                                                  |  |

## Statistieken
| №           | Naam                | Geboren    | Competitie | Competitie | Beker | Beker |      |      |      |      |
| №           | Naam                | Geboren    | Duels      | Goals      | Duels | Goals |      |      |      |      |
| Doel        | Doel                | Doel       | Doel       | Doel       | Doel  | Doel  | Doel | Doel | Doel | Doel |
| ----------- | ------------------- | ---------- | ---------- | ---------- | ----- | ----- | ---- | ---- | ---- | ---- |
|             | Karel Faasen        | 13-11-1937 | 2          | 0          | 0     | 0     |      |      |      |      |
|             | Piet Schroemges     | 15-07-1939 | 6          | 0          | 0     | 0     |      |      |      |      |
|             | Frans Swinkels      | 02-11-1931 | 28         | 0          | 2     | 0     |      |      |      |      |
| Verdediging |                     |            |            |            |       |       |      |      |      |      |
|             | Harry Crompvoets    | 14-10-1940 | 1          | 0          | 1     | 0     |      |      |      |      |
|             | Wiel van Elderen    | 16-04-1942 | 5          | 0          | 1     | 0     |      |      |      |      |
|             | Jan van 't Hek      | 21-02-1945 | 29         | 0          | 1     | 0     |      |      |      |      |
|             | Harrie Steegh       | 26-02-1934 | 22         | 1          | 1     | 0     |      |      |      |      |
|             | Huub Vercoulen      | 22-01-1944 | 6          | 0          | 0     | 0     |      |      |      |      |
| Middenveld  |                     |            |            |            |       |       |      |      |      |      |
|             | Don Burhenne        | 20-03-1946 | 2          | 0          | 0     | 0     |      |      |      |      |
|             | Ton van den Hurk    | 03-03-1933 | 21         | 0          | 1     | 0     |      |      |      |      |
|             | Jan Klaassens       | 04-09-1931 | 30         | 1          | 1     | 0     |      |      |      |      |
|             | André Orval         | 04-08-1940 | 23         | 2          | 2     | 0     |      |      |      |      |
|             | Dick Schenkel       | 27-07-1933 | 29         | 10         | 1     | 0     |      |      |      |      |
| Aanval      |                     |            |            |            |       |       |      |      |      |      |
|             | Pierre Brueren      | 20-03-1940 | 2          | 0          | 1     | 0     |      |      |      |      |
|             | Frans de Bruin      | 29-09-1937 | 25         | 1          | 2     | 1     |      |      |      |      |
|             | Frans Derix         | 29-09-1942 | 30         | 14         | 2     | 1     |      |      |      |      |
|             | Rudie Driessen      | 27-11-1944 | 0          | 0          | 2     | 0     |      |      |      |      |
|             | Jan Gitmans         | 05-05-1940 | 0          | 0          | 0     | 0     |      |      |      |      |
|             | Jan van der Meij    | 08-02-1937 | 7          | 1          | 1     | 0     |      |      |      |      |
|             | Cor de Meulemeester | 25-08-1936 | 14         | 6          | 1     | 1     |      |      |      |      |
|             | Wim Nabben          | 12-06-1943 | 1          | 0          | 0     | 0     |      |      |      |      |
|             | Bennie Slaats       | 18-05-1942 | 29         | 3          | 2     | 0     |      |      |      |      |
|             | Jan Verbong         | 27-07-1946 | 28         | 7          | 0     | 0     |      |      |      |      |
|             | Jac Verheijden      | 10-09-1941 | 0          | 0          | 1     | 0     |      |      |      |      |
|             | Bob Vousden         | 18-08-1936 | 0          | 0          | 0     | 0     |      |      |      |      |

Alkmaar '54 ·
Blauw-Wit ·
DHC ·
Elinkwijk ·
Enschedese Boys ·
Eindhoven ·
Excelsior ·
Holland Sport ·
N.E.C. ·
RBC ·
Veendam ·
Velox ·
Volendam ·
De Volewijckers ·
VVV ·
Willem II